# Měchožil bublinatý
Měchožil bublinatý (Echinococcus multilocularis, Leuckart 1863), též měchožil větvený či tasemnice liščí, je drobná, 1–5 mm dlouhá tasemnice, která parazituje ve střevě lišek obecných a polárních, případně jiných psovitých šelem. Jejím mezihostitelem jsou hlodavci (hraboši a hryzci), vzácně se však mohou nakazit i ostatní savci, včetně člověka. V orgánech mezihostitele, primárně v játrech, vytváří mnohočetné cysty zvané alveokok. Onemocnění člověka, které tímto způsobuje, alveolární echinokokóza (zkráceně AE), končí bez léčby téměř vždy fatálně. Růst alveokoka připomíná nádorové bujení jater a často je i za nádor chybně diagnostikován. Druh se vyskytuje pouze na severní polokouli, a to zejména v mírném a subpolárním pásu Evropy, Severní Ameriky a Asie. V České republice je nákaza echinokokem u lidí, i přes poměrně vysokou prevalenci u lišek, velmi vzácná. Onemocnění člověka se řeší chirurgicky v kombinaci s dlouhodobou aplikací albendazolu. Mezi preventivní opatření patří odčervování psů, lišek a koček prazikvantelem či odlov lišek v endemických oblastech.

## Taxonomie a fylogeneze
Měchožil bublinatý patří mezi tasemnice čeledi Taeniidae, rodu Echinococcus. Rod je monofyletický a v současnosti čítá 9 druhů (E. canadensis, E. equinus, E. felidis, E. granulosus, E. multilocularis, E. oligarthra, E. ortleppi, E. vogeli, E. shiquicus). Dospělí jedinci rodu Echinococcus jsou velmi malých rozměrů (méně než 1 cm) a pro všechny druhy je příznačné nepohlavní rozmnožování larválních stádií. Jako sesterský druh měchožila bublinatého je označován druh E. shiquicus objevený v roce 2005 v Tibetu. E. shiquicus se vyskytuje u lišek tibetských (Vulpes ferrilata) a jeho mezihostitelem jsou pišťuchy (Ochotonidae).
Studie japonských autorů naznačila, že druh E. multilocularis se pravděpodobně separoval od společného předka s E. granulosus v době pleistocénu zhruba před 2,6 milióny lety a to v Beringii mezi Severní Amerikou a Asií. Následně se rozšířil liškami napříč Severní Amerikou, Asií a Evropou. Ačkoliv byly popsány drobné genetické rozdíly mezi severoamerickými a euroasijskými populacemi echinokoka, měchožil bublinatý se nerozděluje do žádných kmenů či geografických variant. E. shiquicus se vyvinul před 1,2 milióny let v izolované populaci v Tibetské náhorní plošině.

## Morfologie

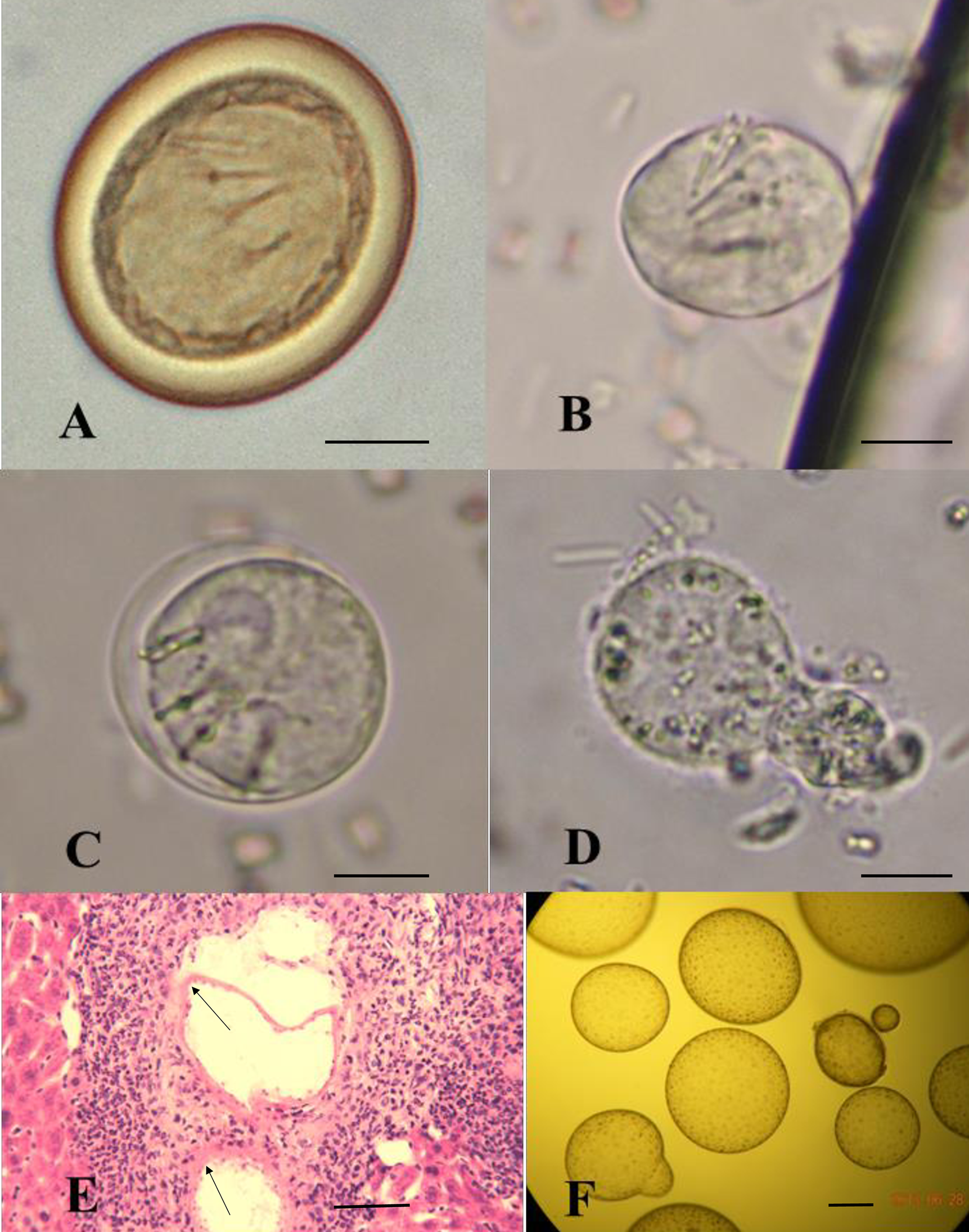
Morfologie různých vývojových stádií měchožila bublinatého: A) vajíčko, B-D onkosféra uvolněná z vajíčka, E) histologický řez 4-týdenní cystou F) miniaturní měchýřky kultivované in vitro

### Dospělec
Dospělá tasemnice měří v rozmezí 1,2–4,5 mm a skládá ze skolexu (hlavičky) a 2–6 článků (proglotid). Skolex je opatřen čtyřmi svalovými kruhovými přísavkami a chobotkovitým výběžkem se dvěma řadami háčků. Průměrná délka háčků jedné řady je 27 µm, druhá řada háčků je větší o průměrné délce 31 µm. Skolex je zanořen u definitivního hostitele do sliznice duodena mezi mikroklky, chobotek zasahuje až do Lieberkühnových krypt. Poslední článek je největší a obsahuje vyvinutou dělohu s vajíčky.

### Vajíčko
Vajíčko E. multilocularis je kulovité nebo mírně elipsovité o velikosti 30–40 µm. Obsahuje vnější silnostěnný příčně žíhaný embryofor, jež obklopuje samotný zárodek – onkosféru. Embryofor je relativně silná, nepropustná vrstva, složená z bloků keratinu podobného proteinu. Jejím úkolem je chránit vlastní zárodek před vnějšími faktory. Onkosféra obsahuje svalové buňky, zárodečné buňky, žlázy a také 6 refraktilních háčků viditelných pod mikroskopem. Vajíčka jsou odolná ve vnějším prostředí, avšak jsou citlivá na vyschnutí. Ve vodě mohou zůstat životaschopná i po dvou hodinách při teplotě 65 °C.

### Larva

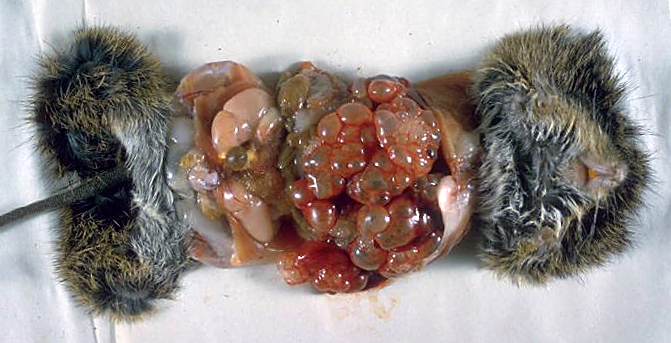
Alveokoky v těle křečka bavlníkového

Larvální forma (metacestod) měchožila, jež se vyskytuje ve tkáních mezihostitele, se označuje jako alveokok a je v mnoha směrech unikátní mezi tasemnicemi. Alveokok u hlodavců je tvořen mnohočetnými měchýřky o průměru menším než 1 mm až do velikosti 3 cm. Uvnitř měchýřků se formují protoskolexy. U atypických mezihostitelů, včetně člověka, se protoskolexy tvoří minimálně nebo vůbec.
Oproti jiným druhům echinokoků je metacestod schopen endogenního i exogenního pučení, což znamená, že cysta je schopna vytvářet dceřiné cysty dovnitř i vně. Růst cyst je podobný nádorové proliferaci buněk, za což je zodpovědná zárodečná vrstva cysty, která má schopnost neustálého prorůstání do okolní tkáně. Dochází i k metastazování, kdy uvolněné buňky zárodečné vrstvy mohou vycestovat krví do dalších orgánu a vytvářet sekundární ložiska. U člověka se primárně alveokoky lokalizují v játrech a mohou v závislosti od stáří infekce dosahovat velikosti o průměru několika milimetrů až 20 cm.

## Vývojový cyklus

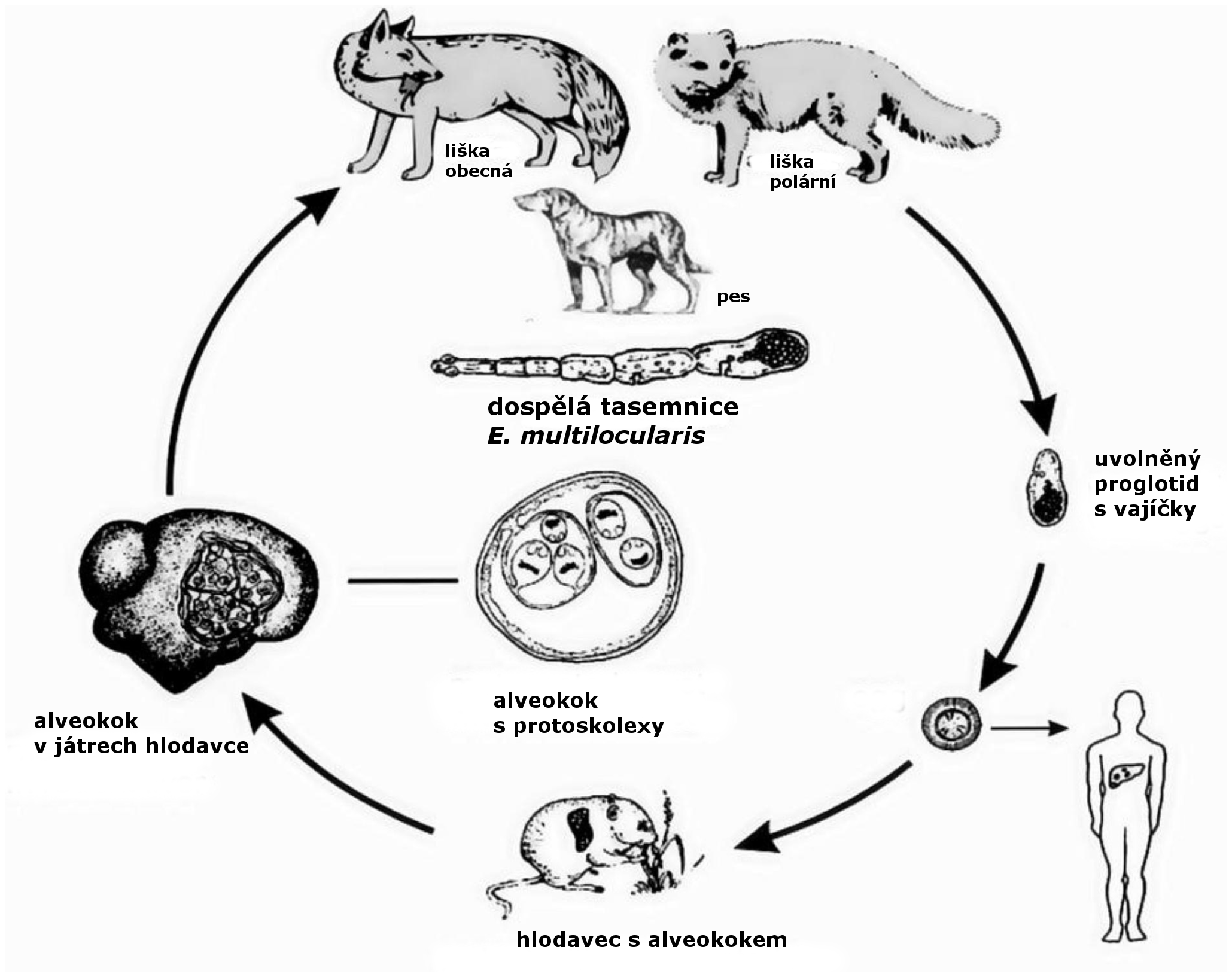
Vývojový cyklus měchožila bublinatého

Dospělé tasemnice E. multilocularis žijí v tenkém střevě lišek (definitivní hostitel). Infekce tasemnicí u lišek je bez jakýchkoliv klinických příznaků a to i v případě silné invaze. Intenzita infekce se pohybuje zpravidla ve stovkách tasemnic na jednu lišku. Prepatentní perioda u lišek je 26–29 dní, doba patence 1–4 měsíce. Pohlavně zralé tasemnice produkují vajíčka, jež odcházejí s trusem do vnějšího prostředí. Mezihostitelé-hlodavci se nakazí pozřením potravy kontaminované vajíčky tasemnice. V těle hlodavce se z vajíčka uvolní larva onkosféra, která penetruje střevní stěnu a krevním oběhem je zanesena do jater. Zde se onkosféra uchytí a vytvoří se z ní larvocysta, která neustále roste. Uvnitř larvocysty se formují zárodky malých tasemnic – tzv. protoskolexy. Cyklus se uzavírá, pozře-li liška hlodavce s larvocystami v játrech. V trávicím traktu se z protoskolexů stanou malé tasemnice, jež se uchytí pomocí přísavek a háčků do sliznice tenkého střeva lišky. Člověk jakožto náhodný mezihostitel se může nakazit vajíčky měchožila pocházejícími z trusu lišek. Ačkoliv je člověk k nákaze málo vnímavý, u některých jedinců se onkosféry mohou uchytit a dojde k růstu larvocyst podobně jako u hlodavců. Ty svým růstem často připomínají nádorové bujení jater.

## Hostitelé

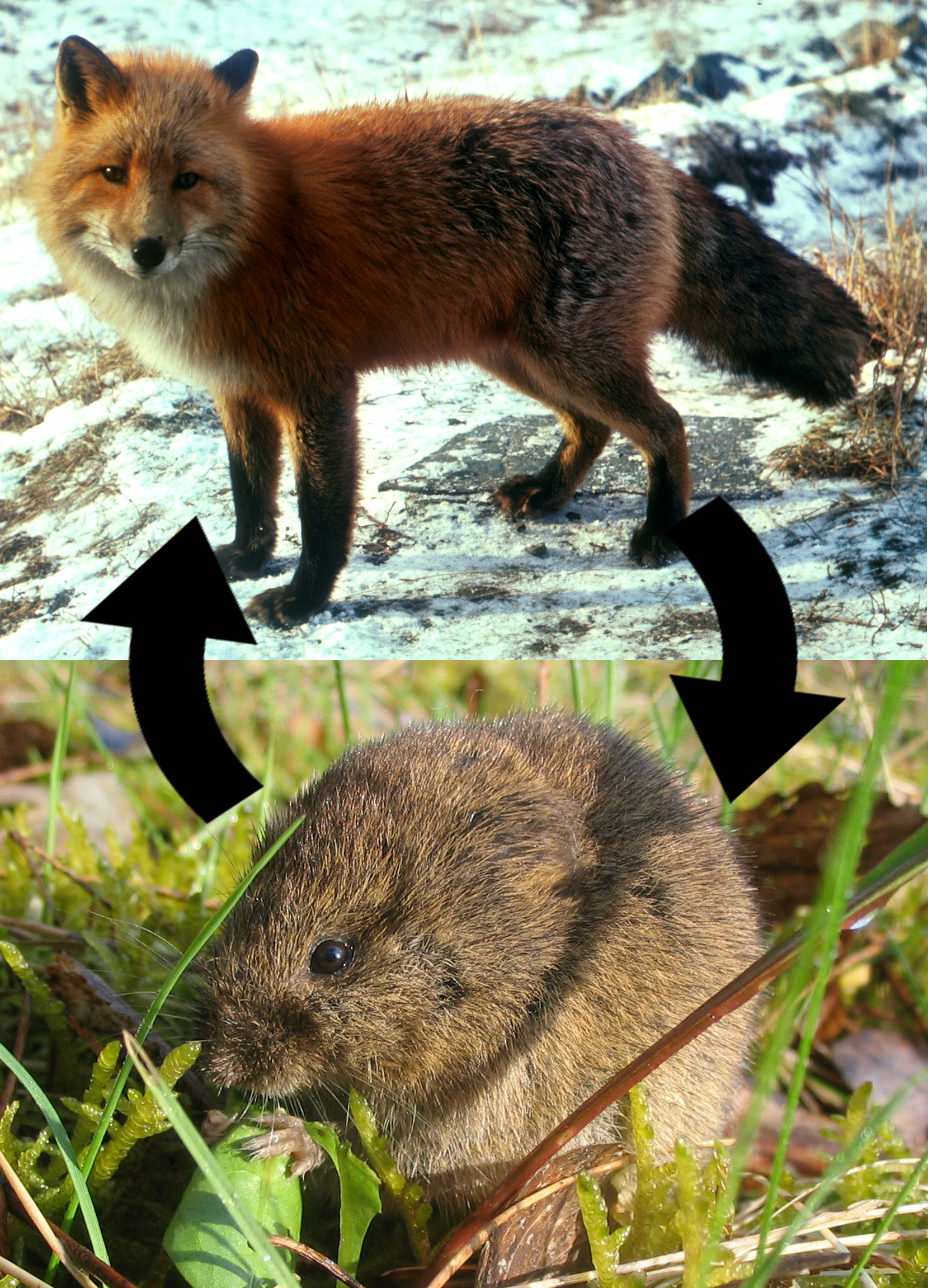
Liška obecná figuruje jako typický definitivní hostitel měchožila bublinatého, mezihostitelem je hraboš polní (na obrázku dole).

### Definitivní hostitelé
Definitivním hostitelem jsou především psovité šelmy. V Evropě je primárním a nejběžnějším hostitelem liška obecná. Ve východní Evropě se může parazit v menší míře vyskytovat u psíků mývalovitých (Nyctereutes procyonoides). Infekce jiných druhů v Evropě jako jsou pes domácí, kočka divoká či domácí jsou zcela raritní. Stejně tak evropští vlci a šakalové se mohou zřejmě nakazit, ale jejich role v cyklu E. multilocularis je minoritní. V polárních oblatech Severní Ameriky je dominantním hostitelem liška polární. Na jihu Kanady a v severních státech USA je tasemnice nacházena u lišek obecných a kojotů prérijních. Nálezy tasemnic u vlků v Kanadě a USA jsou spíše raritní a role vlka jako konečného hostitele je nejasná. Liška obecná a polární je primárním hostitelem rovněž v Rusku či Japonsku.

#### Domácí zvířata
Domácí psi jsou vnímaví k E. multilocularis a infikovaní psi mohou vylučovat vajíčka trusem. Nicméně jejich role v cyklu je minoritní a ve většině endemických oblastí Evropy je prevalence u psů nízká. To je dáno částečně tím, že psi příliš neloví drobné hlodavce a také tím, že jsou pravidelně odčervováni. Přesto například na Aljašce je výskyt echinokoka u psů poměrně častý. U domácí koček je vnímavost k infekci nízká a také není jisté, zda vajíčka echinokoka pocházející z koček jsou skutečně životaschopná. To samé platí pro divoké kočky. Role psa a kočky jakožto zdroje echinokoka pro člověka je tak často zveličována. 

### Mezihostitelé
Mezihostitelem může být teoreticky celá řada savců, včetně člověka. Nicméně typickým vnímavým mezihostitelem jsou hlodavci z podčeledi hrabošovití. Nejběžnějšími mezihostiteli tasemnice v Evropě jsou hraboš polní (Microtus arvalis) a hryzec horský (Arvicola scherman). V mokřadových oblastech ve Francii se může nakazit také ondatra pižmová (Ondatra zibethica). Infekce E. multilocularis byla dále potvrzena také u hryzce vodního (Arvicola amphibius), hraboše mokřadního (Microtus agrestis), norníka rudého (Myodes glareolus) a křečka bavlníkového (Sigmodon hispidus). Řada dalších hlodavců byla infikována experimentálně, nicméně tasemnice v nich není schopna se vyvinout do infekčního stádia. Mezi tyto málo vnímavé druhy patří například myš domácí (Mus musculus) nebo potkan obecný (Rattus norvegicus).

#### Atypičtí mezihostitelé
Infekce vajíčky echinokoka s tvorbou alveolárních cyst, většinou bez produkce protoskolexů, jsou ojediněle nacházeny u různých živočišných druhů. Tyto zvířata však nehrají žádnou roli v cyklu E. multilocularis a nálezy jsou v podstatě náhodné. Alveolární echinokokóza byla popsána u domácích a divokých prasat v Evropě a Asii nebo u koní v Japonsku. Překvapivě i u psů, kteří slouží jako vnímaví definitivní hostitelé, byly pozorovány cysty v játrech. Fatální infekce AE byly zjištěny rovněž u různých druhů primátů, včetně šimpanzů, nebo u klokanů chovaných v zoologických zahradách.

## Historie a objev vývojového cyklu

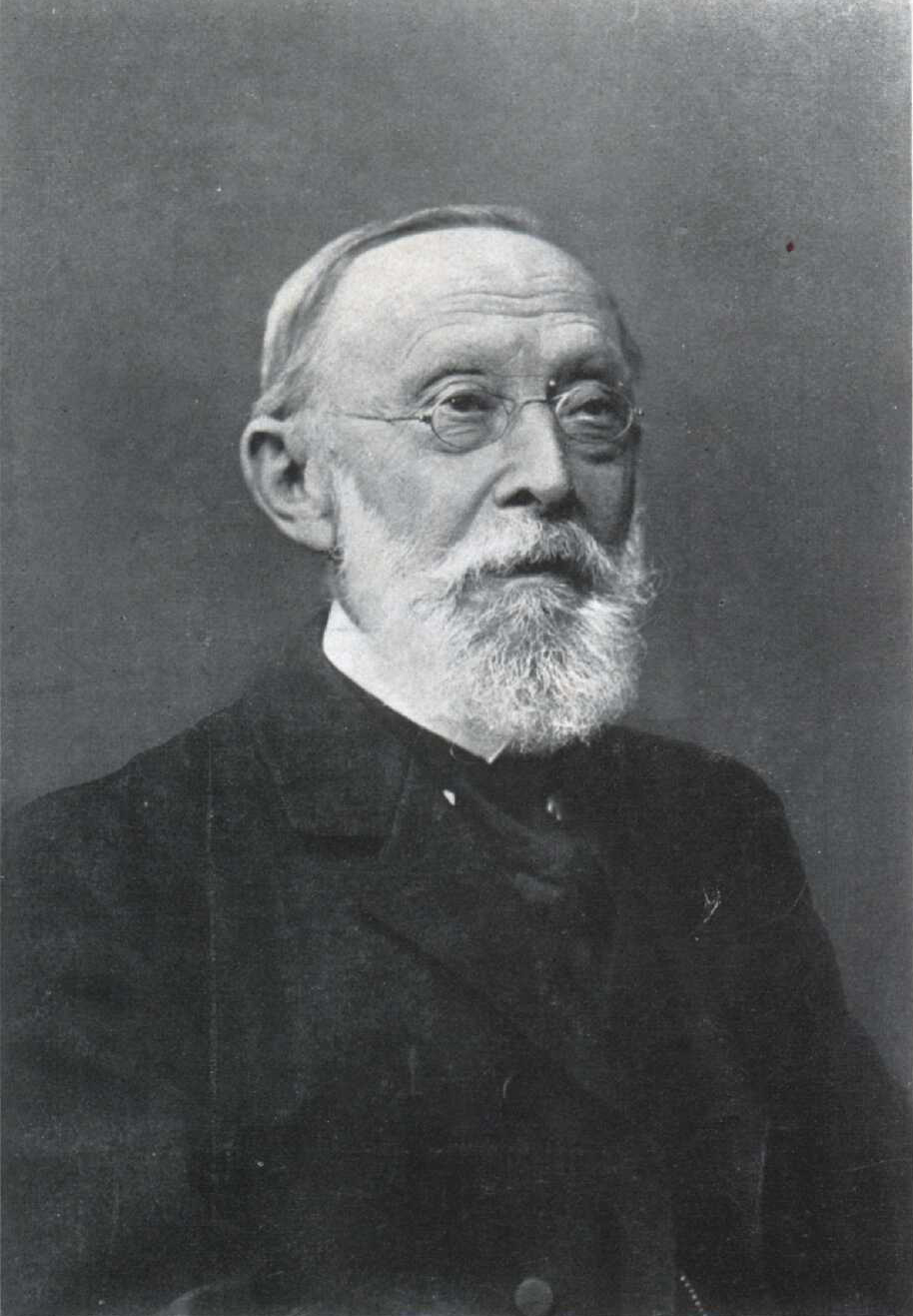
Německý lékař a patolog Rudolf Virchow byl jedním z prvních, kteří popsali alveolární echinokokózu u lidí

První zmínky o echinokokóze sahají až do starověkého Řecka, kde známý lékař Hippokratés popsal měchýřkovité útvary u poráženého dobytka. Rovněž Galén a Aretaios zmínili ve svých spisech nález měchýřků na játrech u jatečných zvířat. S největší pravděpodobností šlo ale o cysty příbuzného druhu Echinococcus granulosus. První případy alveolární echinokokózy u lidí popsali Ludwig Buhl a Rudolf L. Virchow v polovině 19. století. Avšak až do konce 19. století nebylo zřejmé, zda cystická a alveolární forma echinokokózy u lidí je způsobena jedním nebo více druhy echinokoků. Teprve v letech 1901–1902 rakouský lékař Adolf Posselt z Innsbrucku izoloval z jednoho pacienta s mnonočetnou larvocystou protoskolexy, kterými poté experimentálně nakazil psa. Po 49 dnech izoloval ve střevě psa drobné tasemnice, které podrobně anatomicky popsal. Poukázal na anatomické odlišnosti nalezených tasemnic od již dříve známých E. granulosus. Posselt tak objasnil původ alveolární echinokokózy člověka a vývojový cyklus měchožila bublinatého. Skutečnost, že E. multilocularis cykluje mezi liškami a hlodavci ve volné přírodě byla však zdokumentována až v 50. létech 20. století. Na Aljašce a na Sibiři byly nejprve izolovány z lišek polárních a tažných psů drobné tasemnice, jež měly za mezihostitele hlodavce hraboše mokřadního a norníka tajgového. Tyto tasemnice byly označeny jako Echinococcus sibiricensis. Na to německý parazitolog Johannes Vogel v letech 1955–1957 popsal výskyt echinokoků u lišek obecných v jižním Německu. Ve stejných lokalitách, kde Vogel našel infikované lišky, objevil také hraboše polní s mnohočetnými cystami na játrech. Z protoskolexů izolovaných z hrabošů experimentálně nakazil lišku, psa a kočku. Hraboš polní byl určen jako typický mezihostitel tohoto echinokoka. Navíc při porovnání tasemnic E. siberiensis a izolátů z jižního Německa neshledal žádné anatomické rozdíly a potvrdil tak, že severoamerické a sibiřské kmeny patří do stejného druhu jako ty nalezené v Německu. Druh byl pojmenován jako Echinococcus multilocularis.

## Ekologie a rozšíření
E. multilocularis je rozšířen pouze na severní polokouli. Onemocnění člověka AE na jižní polokouli jsou vždy introdukovaná. Výskyt E. multilocularis je úzce vázán na své hostitele (liška–hlodavec), přičemž koncentrace lišek na územní jednotku je jedním z klíčových faktorů ovlivňujících prevalenci tasemnice. Ekosystém, v němž se tasemnice vyskytuje, může být velmi různorodý – od arktické tundry, přes horské travnaté ekosystémy až po zemědělskou krajinu či urbanizovanou krajinu. Nejseverněji byl měchožil bublinatý dokumentován na Špicberkách či Aljašce, nejjižněji pak v Íránu nebo Číně.
V posledních letech byl pozorován růst populace lišek obecných v celé Evropě, a to zejména v městských oblastech. To je dáno nejen vymýcením vztekliny u lišek, ale i dalšími změnami v myslivosti, zemědělství, urbanizaci krajiny apod. Zvýšený výskyt lišek v městském prostředí je často diskutován v souvislosti s rizikem AE pro člověka. Například lišky s měchožilem byly dokumentovány v Curychu, Ženevě, Nancy, Stuttgartu nebo ve Vídni. Přestože je prevalence echinokoka u lišek v městských oblastech nižší než na venkově a zemědělských oblastech, kvůli vysoké populaci lišek ve městech zde existuje stále reálné riziko pro člověka. Studie z Curychu a Nancy ukázaly, že prevalence tasemnice v populacích urbánních lišek má klesající trend ve směru od periferie k centru města. To je dáno jednak tím, že v centrech měst se nevyskytují hraboši a hryzci a jednak zvýšeným podílem antropogenní stravy u lišek žijících ve městech.

### Evropa

Rozšíření a prevalence Echinococcus multilocularis u lišek obecných v Evropě (1968–2014)

Díky dlouhodobému monitoringu a výzkumu ve střední Evropě je rozšíření E. multilocularis dobře známo a endemické oblasti jsou přesně definovány. Zatímco v 80. létech 20. století byla tasemnice pozorována pouze v alpských zemích – Německo, Rakousko, Švýcarsko a Francie, areál výskytu tasemnice v Evropě se během let 1990 až 2015 značně rozšířil směrem na sever a východ Evropy. Spíš než samotné šíření do nových lokalit se zdá pravděpodobnější, že parazit u volně žijících lišek unikal v řadě zemí pozornosti. V současné době je E. multilocularis endemicky hlášen z těchto evropských zemí: Belgie, Bělorusko, Bulharsko, Česká republika, Dánsko, Estonsko, Francie, Chorvatsko, Itálie, Lichtenštejnsko, Litva, Lotyšsko, Lucembursko, Maďarsko, Moldavsko, Německo, Norsko (pouze na území Špicberků), Polsko, Rakousko, Rumunsko, Rusko, Slovensko, Srbsko, Švédsko, Švýcarsko a Ukrajina. Mezi země s vysokou prevalencí (>10 %) E. multilocularis u lišek patří Česká republika, Estonsko, Francie, Lichtenštejnsko, Litva, Lotyšsko, Německo, Polsko, Slovensko a Švýcarsko. Naopak doposud nikdy nebyla tasemnice zjištěna u lišek ve Velké Británii, Irsku, Islandu, Finsku, Norsku, a to i přes několikaleté cílené vyšetřování odlovených lišek. Rovněž na většině území jižní a jihovýchodní Evropy (Španělsko, Portugalsko, jižní části Itálie, Řecko, státy bývalé Jugoslávie) s výjimkou Turecka se E. multilocularis u lišek nevyskytuje.

#### Česká republika
V České republice se pohybuje prevalence E. multilocularis u lišek obecných od 14 do 62 % s celorepublikovým průměrem 33 %. Dle údajů Státního veterinárního ústavu byl nejvyšší záchyt pozitivních lišek dokumentován v Karlovarském kraji, nejnižší naopak v kraji Jihomoravském. V období od roku 2010 až do 2012 bylo vyšetřeno v okolí Karlových Varů 40 lišek na přítomnost střevních parazitů. Celkem u 16 jedinců (40 % prevalence) byl diagnostikován E. multilocularis s intenzitou infekce od 32 do 3500 tasemnic na jednu lišku. Měchožil bublinatý byl zjištěn rovněž u dvou psíků mývalovitých ve Středočeském kraji. Data o výskytu tasemnice u hlodavců v ČR chybí. Existuje však několik zpráv o nálezech cyst E. multilocularis u atypických mezihostitelů. Například alveokokové cystické útvary na játrech byly potvrzeny u 11 prasat domácích na Olomoucku. V plzeňské zoo byla AE hlášena u lemura kata, uhynulého dikobraza a jedné hutie stromové. V roce 2011 byla pitevně potvrzena AE u makaka červenolícího v zoo Olomouc. V listopadu 2017 byl v zoo Ústí nad Labem utracen samec orangutana bornejského s podezřením na karcinom plic. Pitva následně odhalila mnohočetná ložiska alveokoka v plicích.

### Asie
Nejvíce údajů o výskytu E. multilocularis u lišek a lidí pochází z Ruska a Číny. Dále byl druh hlášen ze států na Kavkaze, Turecka, Iráku, Íránu, Mongolska. Výskyt měchožila byl potvrzen i na ostrově Hokkaidó v Japonsku.
V Číně se druh vyskytuje v severních, západních, centrálních a jihozápadních oblastech. Naopak nejhustěji osídlená jihovýchodní část Číny je parazita prostá. Tasemnice se endemicky vyskytuje ve Vnitřním Mongolsku, provinciích Chej-lung-ťiang, Kan-su, Čching-chaj, Ning-sia, Sin-ťiang, západní polovině S’-čchuan a východní oblasti Tibetu. Prevalence E. multilocularis u lišek obecných se pohybovala mezi 15 až 60 %. Krom lišek obecných je měchožil bublinatý v Číně nacházen také u lišek tibetských (Vulpes ferrilata) a psů domácích. Ve Vnitřním Mongolsku byla tasemnice zjištěna i u korsaků (Vulpes corsac). Počet případů lidské AE v Číně je nejvyšší na světě. Dle odhadů představuje Čína přes 90 % všech případů AE ve světě. Ročně je v Číně evidováno okolo 16000 případů AE u lidí, nejvíce pak v provinciích Čching-chaj, Sin-ťiang a S’-čchuan.

### Amerika
V Severní Americe je za endemickou oblast výskytu E. multilocularis považována severozápadní část Kanady, Aljaška a severocentrální oblast USA. Konkrétně se jedná o provincie Alberta, Britská Kolumbie, Saskatchewan, Manitoba v Kanadě a státy Aljaška, Montana, Severní Dakota, Jižní Dakota, Nebraska, Minnesota, Iowa, Wisconsin, Illinois, Michigan, Indiana, Ohio a Missouri ve Spojených státech. V ostatních částech Severní a Jižní Ameriky není tasemnice přítomna. Přestože liška polární je přítomna v Grónsku, parazit zde nebyl nikdy pozorován. To je vysvětlováno zejména absencí vhodných mezihostitelů na území Grónska.

## Infekce člověka

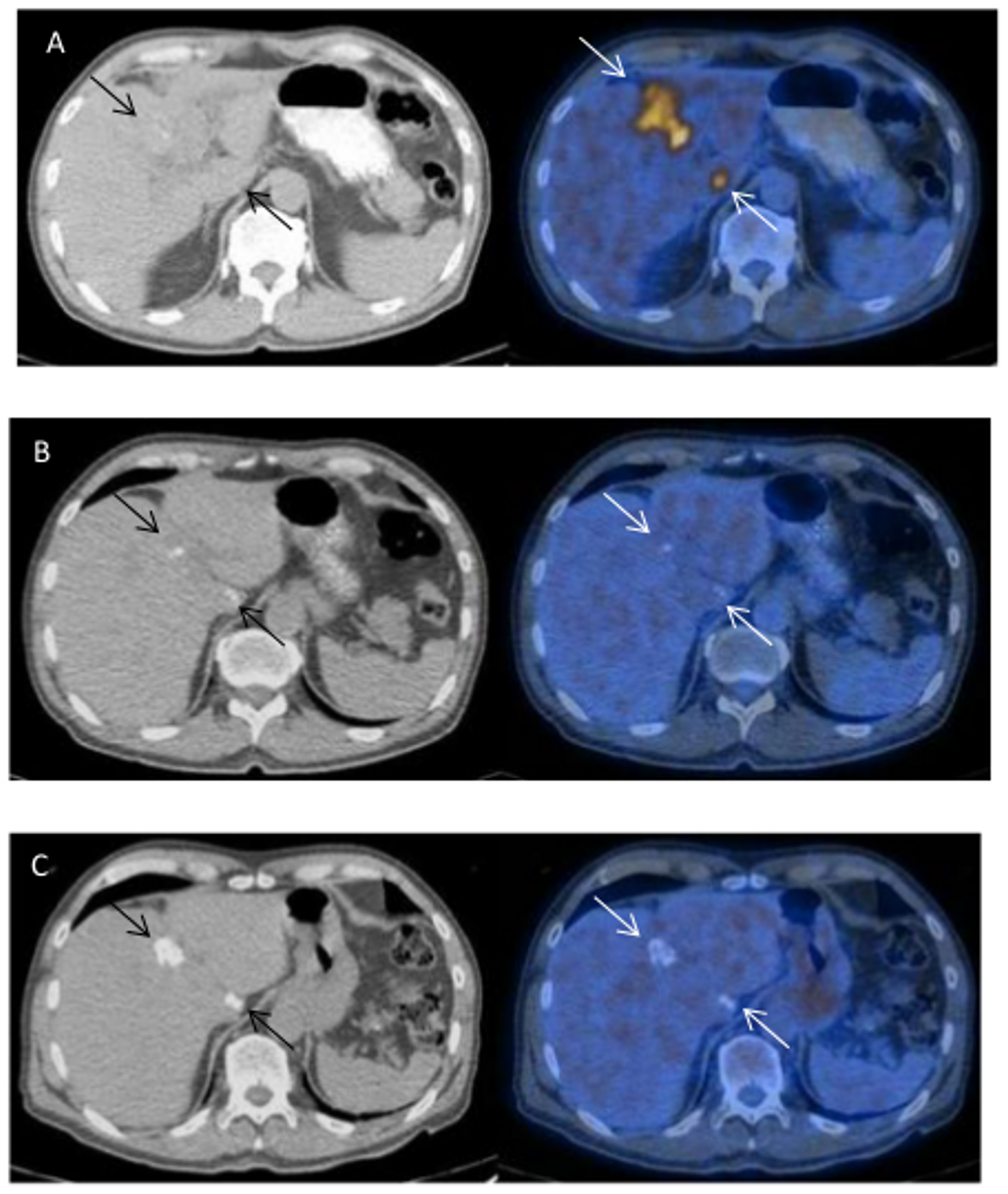
In vivo zobrazení ložisek alveolární echinokokózy v játrech člověka pomocí metody PET/CT.

Člověk se může nakazit parazitem jako náhodný nespecifický hostitel. Infekce charakterizovaná dlouhou inkubační dobou a špatnou prognózou se nazývá alveolární echinokokóza (AE). I přes vysoké prevalence u lišek v endemických oblastech Evropy je AE u lidí stále považována za vzácné onemocnění. Incidence v endemických oblastech jako je Německo, Švýcarsko a Francie se pohybuje mezi 0,03 až 0,3 případů na 100 000 obyvatel za rok. Odhadovaný průměrný počet případů AE u lidí ve státech Evropské unie a s EU přímo sousedících zemích k roku 2010 činil 130, přičemž nejvyšší průměrný počet nových případů za rok byl v Německu (počet případů n=61), poté Francii (n=21), Švýcarsku (n=20), Estonsku, Litvě a Lotyšsku (každá země n=9). Ve světě je vůbec nejvyšší prevalence AE u lidí v Číně a poté v Rusku.
Člověk se může nakazit vajíčky tasemnice pocházejících z trusu infikovaných lišek. Onkosféry z pozřených vajíček jsou zaneseny do jater, kde dávají vzniknout mnohočetným cystám podobně jako u hlodavců. Nutno však zdůraznit, že člověk je přirozeně rezistentní k infekci měchožilem bublinatým a pouze asi u 25 % lidí může po pozření vajíček dojít k rozvoji onemocnění. Ačkoliv existuje řada hypotéz, jak se vajíčka měchožila mohou dostat do lidského organismu, zdroje infekce pro člověka nejsou přesně známy. Faktem zůstává, že aby se člověk nakazil, musí dojít k pozření vajíček ústy. Proto je alveolární echinokokóza zařazena na seznam alimentárních nákaz. Dle kritérií Organizace pro výživu a zemědělství je měchožil bublinatý považován za třetího nejvýznamnějšího parazitárního původce alimentárních onemocnění lidí na světě, hned po tasemnici dlouhočlenné a měchožilu zhoubném. V kritériích byl zohledněn celkový počet nemocných, počet regionů s výskytem, akutní či chronická mortalita, podíl zemřelých k nakaženým, ekonomické dopady atd. Nízkou četnost onemocnění ale vysokou úmrtnost AE v porovnání s jinými parazity dokumentuje tabulka níže.
| Pořadí | Počet případů (v tisících)      | Počet úmrtí                         | DALY (v tisících)                 |
| 1.     | Giardia spp. (28 236)           | Taenia solium (28 114)              | Taenia solium (2 788)             |
| 2.     | Entamoeba histolytica (28 024)  | Echinococcus multilocularis (7 771) | Paragonimus spp. (1 049)          |
| 3.     | Toxoplasma gondii (10 280)      | Clonorchis sinensis (5 770)         | Toxoplasma gondii (829)           |
| 4.     | Ascaris spp. (12 281)           | Cryptosporidium spp. (3 759)        | Ascaris spp. (605)                |
| 5.     | Cryptosporidium spp. (8 585)    | Opisthorchis spp. (1 498)           | Clonorchis sinensis (523)         |
| 6.     | Taenia solium (370)             | Entamoeba histolytica (1 470)       | Echinococcus multilocularis (312) |
| 7.     | Paragonimus spp. (139)          | Ascaris spp. (1 008)                | Cryptosporidium spp. (296)        |
| 8.     | Echinococcus granulosus (43)    | Toxoplasma gondii (684)             | Opisthorchis spp. (188)           |
| 9.     | Clonorchis sinensis (32)        | Echinococcus granulosus (482)       | Střevní motolice (155)            |
| 10.    | Střevní motolice (19)           | Paragonimus spp. (250)              | Entamoeba histolytica (139)       |
| 11.    | Opisthorchis spp. (16)          | Trichinella spp. (4)                | Fasciola spp. (90)                |
| 12.    | Fasciola spp. (11)              | Fasciola spp. (0)                   | Echinococcus granulosus (40)      |
| 13.    | Echinococcus multilocularis (8) | Giardia spp. (0)                    | Giardia spp. (26)                 |
| 14.    | Trichinella spp. (4)            | Střevní motolice (0)                | Trichinella spp. (0,6)            |

### Průběh infekce
Alveolární echinokokóza vyvolaná larválními stádii E. multilocularis je charakterizovaná nádoru-podobným a proliferativním růstem cyst, které prorůstají do okolní tkáně a jsou schopny i metastazovat. Primárně napadeným orgánem jsou téměř výhradně játra (přibližně v 99 % případů). Vzácněji mohou být spolu s játry napadeny i plíce, slezina a mozek. K metastazování dochází uvolněním buněk zárodečné vrstvy cysty do krve či lymfy. Alveokokové metastázy (sekundární ložiska) mohou být v dutině břišní, kostech, plicích, mozku a dalších orgánech. Neléčená infekce končí zpravidla fatálně. Nicméně jsou známy i případy spontánního uzdravení u některých pacientů. Inkubační doba AE je v řádu několika let od pozření vajíček tasemnice. Při AE se v hostiteli vyvíjejí mnohočetné, měchýřkovité cysty (alveokok) – jedná se o vlastní larvy echinokoka. Stěna těchto alveokoků se skládá z vnitřní zárodečné a vnější laminární vrstvy. Zatímco u měchožila zhoubného pučí cysta pouze endogenně (dovnitř), u E. multilocularis může zárodečná vrstva pučet i exogenně – do okolí. Tím dochází k neustálému prorůstání alveokoka do zdravé tkáně podobně jako u nádorů. Růst cyst je však velmi pomalý, často v centru léze odumírá a kalcifikuje. Cysty mohou metastazovat do dutiny břišní, plic, mozku nebo do kostí.

### Klinické příznaky
Inkubační doba nemoci je od 5 do 15 let a nejčastěji se AE diagnostikuje u pacientů starších 40 let. V prvních fázích infekce je AE zcela bez příznaků. Dojde-li k narušení velké části jater, nemoc se začne projevovat. Mezi nejčastější příznaky patří žloutenka (1/3 případů) a bolest břicha (1/3 případů). U zbylé třetiny pacientů je AE diagnostikována náhodně při lékařském vyšetření související s příznaky jako je únava, hubnutí, zvětšená játra, poruchy trávení, plynatost, průjem, nespecifický nález při ultrasonografickém vyšetření.

### Zdroj infekce a rizikové faktory AE
Z důvodu velmi dlouhé inkubační doby je zjištění zdroje infekce u lidí prakticky nemožné. Zejména v médiích se velmi často jako zdroj infekce člověka uvádí konzumace lesních plodů (borůvky, maliny, houby) kontaminované vajíčky echinokoka. Pro tento způsob chybí přímý důkaz, navíc studie z Aljašky, Rakouska či Německa tuto hypotézu víceméně vylučují. Mezi další hypotetické cesty infekce člověka patří pozření vajíček ze znečištěných vlastních rukou. Ta mohou pocházet ze srsti domácích mazlíčků nebo půdy při farmaření či zahradničení. Dále je brán jako možný zdroj pitná voda či konzumace nemyté a nevařené zeleniny.
Rizikové faktory alveolární echinokokózy se liší mezi studiemi i zeměmi. Nutno zdůraznit, že všechny studie byly provedeny na relativně malé skupině pacientů (n=20–150). Jako rizikový faktor v endemické oblasti na Aljašce je uvedeno vlastnictví psa a chov psa ve venkovních výbězích u domu. Podobně v Kyrgyzstánu je riziko infekce až 3,3násobně vyšší u vlastníků psů, což naznačuje, že pes je v Kyrgyzstánu hlavním zdrojem infekce pro člověka. V Rakousku byla AE nejčastěji uváděna do souvislosti s chovateli koček a myslivostí. V Japonsku byl dokumentován jako možný rizikový faktor chov skotu a prasat nebo voda ze studny. V Německu zvyšuje riziko nakažení AE především farmaření a vlastnictví psa, a to zejména loveckého. Proto se zdá, že vajíčka echinokoka se dostávají do lidského organismu spíše při kontaktu s půdou nebo domácími zvířaty než konzumací nemyté zeleniny a ovoce. Nicméně existují i první důkazy o výskytu vajíček E. multilocularis na ovoci a zelenině. V endemické oblasti AE v Polsku ve Varmijsko-mazurském vojvodství byla zjištěna přítomnost nukleových kyselin E. multilocularis na malinách, houbách pocházejících z lesa, ale i domácích zahrad. Autoři uvedli až 23% prevalenci měchožila bublinatého u testovaného ovoce, zeleniny a hub. Studie však byla zpochybněna skandinávskými autory, kteří poukázali na chyby v metodice. Ve Švýcarsku zase vyšetřovali pomocí metody PCR saláty na přítomnost vajíček tasemnic. Důvodem byla nákaza AE u šimpanzů v basilejské zoo. Autoři potvrdili v 17 % vzorků hlávkového salátu přítomnost různých tasemnic rodu Taenia. E. multilocularis však nebyl potvrzen ani v jednom vzorku.

### Výskyt alveolární echinokokózy v ČR
V porovnání s jinými infekčními onemocněními je výskyt AE u lidí v ČR velmi vzácný. Absolutní počet případů AE na území ČR je v desítkách. Historicky první případ byl diagnostikován u ženy z Klatovska v roce 1979. V letech 1998–2014 bylo v ČR vyšetřeno celkem 1892 pacientů s indikací na postižení jater a AE byla diagnostikována u celkem 20 osob, z toho bylo 12 žen a 8 mužů. U 17 (85 %) pacientů byly zasaženy jen játra a u třech byly krom jater nalezeny změny v mozku, pobřišnici nebo ledvinách. Z této skupiny 20 pacientů s AE byli 2 slovenské a 18 české národnosti, přičemž 6 z nich nikdy nevycestovalo mimo ČR. Věkově spadali pacienti do rozmezí 21 až 82 let. Další případ AE byl dokumentován u čtyřicetiletého muže v roce 2016 ve Fakultní nemocnici Brno. V roce 2018 odvysílala ČT reportáž o ženě z Opavska, která prodělala transplantaci jater z důvodu AE. V reportáži primář Slezské nemocnice v Opavě referoval o celkem 4 léčených pacientech s AE na Opavsku a 5 pacientech v Ostravě. U většiny pacientů diagnostikovaných v Česku bylo prvotní podezření na nádor jater a hlavním a úvodním příznakem byla žloutenka. Nutno zdůraznit, že ve statistikách Státního zdravotního ústavu ČR jsou počty případů AE za rok uváděny dohromady s cystickou echinokokózou pod jednotným kódem B67. Není tedy jasné kolik případů je způsobeno druhem E. multilocularis či E. granulosus sensu lato.
Ve zprávě Evropské komise pro bezpečnost potravin je pro ČR odhadován 1 nový případ AE u lidí za rok. Naproti tomu v Polsku to jsou 3, na Slovensku 4 a v Rakousku 7 případů AE za rok.

## Diagnostika

### U lišek

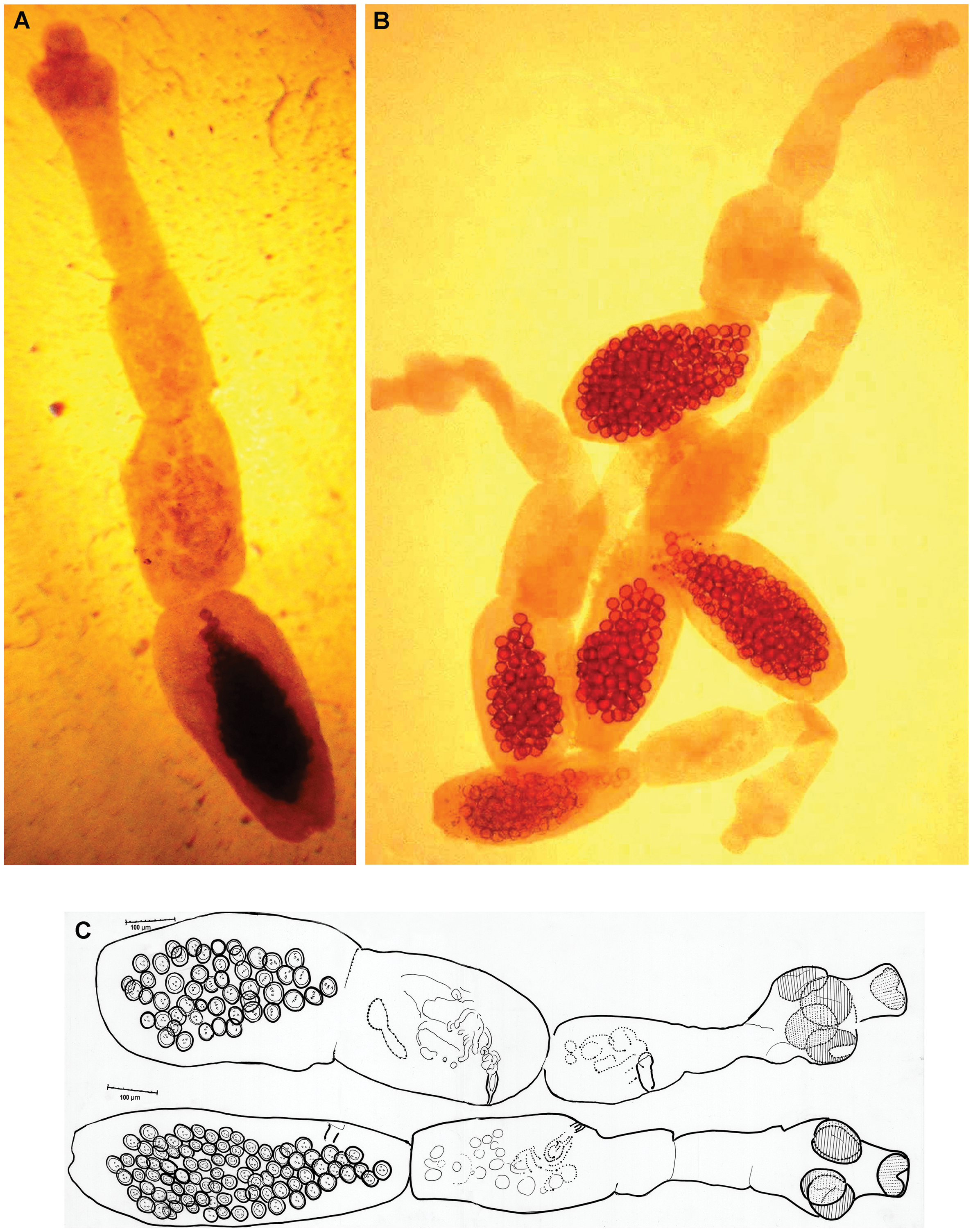
Dospělé tasemnice Echinococcus multilocularis izolované ze šakala v Íránu. V posledních článcích jsou patrné vakovité dělohy vyplněné vajíčky.

Echinokok se zjišťuje u odlovených lišek při pitvě nebo v nasbíraném trusu. Mikroskopicky lze kontrolovat sliznici tenkého střeva na přítomnost dospělých tasemnic přichycených ke sliznici. Sliznice střeva lišek se vyšetřuje po předchozím zmražení na -80 °C po dobu 5 dní (bezpečnostní opatření k inaktivaci vajíček) a to buď seškrabem pomocí sklíčka (intestinal scraping), nebo naříznutím sliznice a mácháním v roztoku soli a poté sedimentací obsahu a mikroskopickým vyšetřením sedimentu (tzv. SCT= Sedimentation and counting technique). V sedimentu se hledají skolexy, proglotidy, vajíčka anebo celé tasemnice. Pro druhové určení je rozhodující velikost tasemnice, tvar a počty háčků na skolexu, pozice urogenitálních pórů a zejména vzhled dělohy. Příbuzný E. granulosus bývá o 1–2 mm větší (délka 2–6 mm) a děloha je keříčkovitě rozvětvená. Naproti tomu délka těla E. multilocularis  zpravidla nepřesahuje 4 mm a děloha je vakovitého tvaru.
Intravitálně lze parazita lze detekovat v trusu lišek. Pro manipulaci s liščím trusem platí stejná bezpečnostní opatření a je tedy nutná devitalizace vajíček hlubokým zamražením vzorků (-80 °C). Klasické koprologické vyšetření, při kterém se izolují vajíčka v trusu, však má nízkou citlivost. Navíc vajíčka E. multilocularis jsou morfologicky neodlišitelná od ostatních zástupců rodu Echinococcus a Taenia. Proto jako standardní vyšetření je doporučována detekce antigenu v trusu pomocí imunoenzymatické reakce, tzv. koproantigen ELISA. Rovněž je běžná detekce DNA v trusu lišek pomocí klasické PCR nebo real-time PCR. Pomocí metody koproantigen ELISA lze detekovat infekci i před objevením se vajíček v trusu, tedy v časné fázi infekce, kdy jsou tasemnice ještě pohlavně nezralé. Naproti tomu PCR metody jsou schopné zachytit pouze DNA pocházejících z vajíček a často vykazují nižší sensitivitu (85–95 %). Citlivost PCR je tak striktně závislá na počtu vajíček v trusu, dále může být negativně ovlivněna přítomností přirozených inhibitorů PCR reakce v trusu. Výhodou PCR metod je vysoká specificita.

### U hlodavců
Diagnostika se provádí téměř výhradně pitvou, případně histologickým vyšetřením lézí. Odchyt hlodavců v endemických oblastech se dělá pomocí speciálních pastí. Pro druhové určení je nutná znalost morfologie larválních stádií tasemnic. Diferenciálně diagnosticky je nutno odlišit je od larev tasemnice kočičí (Hydatigera taeniaeformis) a dalších tasemnic parazitujících u hlodavců jako třeba Versteria mustelae, Taenia polyacantha, Mesocestoides spp.. Nález charakteristických měchýřkovitých lézí na játrech či dutině břišní může být podpořen histologií lézí či sekvenováním protoskolexů.

### U lidí
Diagnostika AE je založena na kombinaci klinických příznaků, epidemiologických dat, klinických zobrazovacích metod a histopatologii vzorků z biopsie. AE je často chybně zaměňována za zhoubné a nezhoubné nádory jater a žlučovodů, dále za jaterní abscesy či cystickou echinokokózu. Proto je nezbytné zjištěné symptomy a nález ze zobrazovacích metod vždy potvrdit 2 sérologickými testy a histopatologií bioptátu. Prodlevy v diagnostice mohou vést ke zhoršení prognózy u pacienta.

#### Zobrazovací metody
Alveokokové léze na játrech jsou viditelné pomocí řady zobrazovacích metod. Používá se ultrazvuk, MRI nebo CT. Moderní přístup v diagnostice AE nabízí i kombinované metody jako je PET/CT či PET/MRI. PET diagnostika s využitím (18F)-fludeoxyglukózy je založena na zvýšeném metabolismu glukózy buněk na okraji cyst kvůli aktivní zánětlivé reakci.

#### Sérologie
K nepřímým průkazům infekce patří detekce specifických protilátek v séru pomocí metod ELISA či Western blotu. Většina komerčních testů je založena na zjištění protilátek proti nativnímu nebo rekombinantnímu antigenu (Em², Em²+, Em18). Senzitivita sérologických testů se pohybuje od 90 do 100 %, specificita pak 95–100 %. Pozitivní nález v sérologii nemusí nutně znamenat aktivní infekci, neboť u řady lidí se léze nemusí vyvinout.

## Terapie

### U definitivních hostitelů
Psi a kočky se léčí z důvodů snížení rizika AE pro člověka. Lékem volby je prazikvantel v dávce 5 mg na kg živé hmotnosti zvířete. Četnost a věkové kategorie zvířat, jež by se měly odčervovat, se liší v závislosti na veterináři a zemi.
V ČR je prazikvantel dostupný v celé řadě preparátů pro psy a kočky a to ve formě tablet, perorálních roztoků a past, žvýkacích tablet či přípravků spot on. Ve většině léčivých přípravků je prazikvantel kombinován s jiným anthelmintikem účinným proti dalším helmintům – nejčastěji benzimidazolem, ivermerktinem či pyrantelem.
Dalším anthelmintikem účinným proti echinokokovi je epsiprantel v doporučené dávce 5,5 mg/kg pro psy a 2,75 mg/kg pro kočky. Prazikvantel i epsiprantel vykazují 99–100% účinnost proti dospělým tasemnicím. Rezistence E. multilocularis na prazikvantel nebyla dosud hlášena. Nicméně existují studie referující o sníženém účinku prazikvantelu u psů.

### U lidí
Terapie AE stojí na dvou pilířích: chirurgická resekce postižené části jater a dlouhodobé podávání anthelmintik. Primárním cílem je radikální resekce celé postižené oblasti jater. Chirurgie však musí být vždy doplněna dlouhodobým podáváním anthelmintik, minimálně po dobu 2 let a kontrolou jater pomocí PET/CT v pravidelných intervalech. Není-li možné chirurgické odstranění, terapie je založena na celoživotní aplikaci anthelmintik. Resekce je kontraindikována v případě lézí zasahující značnou část jater, důležité žlučovody či velké cévy. V případě selhávání jater je indikována transplantace jater. Ani transplantace však nemusí zabránit recidivám nemoci a pacienti musí být dlouhodobě léčeni a monitorováni. Transplantace jater je kontraindikována v případě zjištění metastáz alveokoka mimo játra a jestliže má pacient oslabený imunitní systém a nemůže brát anthelmintika.
Anthelmintika používaná v chemoterapii AE jsou benzimidazoly. Lékem první volby je albendazol v dávce 10–15 mg na kilogram živé hmotnosti a den. Obvyklé dávkování pro dospělé je 2 x denně jedna tableta obsahující 400 mg albendazolu. Albendazol je kontraindikován u žen v době těhotenství. Není-li albendazol k dispozici či z důvodu špatné snášenlivosti pacienta na albendazol je doporučuván mebendazol v dávce 40–50 mg/kg/den. Prazikvantel není z důvodů nízké účinnosti z experimentálních studií doporučován k terapii AE u lidí. Amphotericin B byl zkoušen u pacientů s nesnášenlivostí na benzimidazoly. Benzimidazoly působí pouze staticky, tedy jen zastavují růst cyst, avšak nezničí zárodečné buňky cysty. Z těchto důvodů je nezbytná dlouhodobá, minimálně dvouletá aplikace léčiv. V řadě případů je nutné i doživotní užívání benzimidazolů.

## Prevence a tlumení
Mezi preventivní opatření ke snížení rizika nákazy AE patří odčervování volně žijících lišek ale i domácích psů a koček, monitoring E. multilocularis u lišek jakož i redukce populací lišek v přírodě. Malta, Velká Británie, Irsko a Finsko jsou momentálně (k roku 2018) jediné 4 země EU se statutem E. multilocularis prosté země. Při cestovaní se psy a kočkami do těchto zemí je povinnost odčervit zvířata prazikvantelem (v doporučené dávce 5 mg/kg živé hmotnosti zvířete) ve lhůtě nejvýše 120 hodin a nejméně 24 hodin před jejich plánovaným vstupem do těchto členských států nebo jejich částí. Odčervení musí provést veterinární lékař a záznam o provedení musí být uveden v očkovacím průkazu zvířete. Podobné opatření je i v Norsku a na Islandu. Státy, jako je například Španělsko a Portugalsko, kde sice E. multilocularis u lišek nebyl dosud nikdy hlášen, však z důvodu neplnění kritérií (cílený monitoring u lišek) nejsou EU považovány za prosté E. multilocularis.
V některých endemických oblastech Evropy se provádí odčervení lišek prazikvantelem v podobě krmných návnad stejně, jako se provádí vakcinace lišek proti vzteklině. Od tlumení hlodavců rodenticidy se upustilo z důvodu negativního vlivu na životní prostředí, zejména kvůli toxicitě pro predátory, jež se jimi živí.
Eradikační programy v podobě odčervení lišek či psů však mají většinou jen krátkodobý efekt. V jedné vesnici na Aljašce byli odčervováni psi prazikvantelem v měsíčních intervalech po dobu 10 let a prevalence E. multulocularis u hlodavců klesla z 27 na 5 %. Nicméně po ukončení ozdravovacího programu se prevalence echinokokózy opět rychle vrátila na původní hodnotu. Podobně v Německu byly provedeny eradikační programy u lišek pomocí krmných návnad s prazikvantelem. Prevalence měchožila u lišek sice signifikantně poklesla, avšak po ukončení programu došlo opět k nárůstu výskytu. Razantního snížení tasemnic u lišek pomocí návnad s prazikvantelem bylo dosaženo na ostrově Hokkaidó. Jiná studie ze Švýcarska ukázala, že použití krmných návnad s prazikvantelem u lišek v městských oblastech může snížit kontaminaci prostředí vajíčky měchožila.  